# Matai
Matai è una circoscrizione mista (mixed ward) della Tanzania situata nel distretto di Kalambo, regione di Rukwa. Conta una popolazione di 16 335 abitanti (censimento 2012).